# Wirydianna Fiszerowa
Wirydianna Fiszerowa, död 1826, var en polsk adelskvinna. Hon är känd för sina memoarer, som beskriver tidsperioden under decennierna före och efter Polens delningar och flera ledande personligheter under samtiden. 